# Szerves forrasztásvédő bevonat
A nyomtatott áramkörök szerves forrasztásvédő bevonata (angol rövidítéssel OSP, organic solderability preservative) az eszköz rézvezetékeinek védelmére alkalmazott egyik ipari eljárás. Az eljárás során az áramkört egy szerves vegyület vizes oldatába merítik, ami hatására a szabad rézfelületeken szerves bevonat képződik. Alkalmazásának célja, hogy az elkészült áramkört így óvják a környezeti hatásoktól (szennyezőktől, korróziótól) amíg a forrasztásra sor nem kerül.

## Alkalmazása
A nyomtatott áramkörök készítésénél alkalmazott felületvédelmi eljárások közül olcsóságával és egyszerűségével tűnik ki az OSP, ezért széles körben alkalmazzák. Az OSP funkciója a réz kontaktusok elszíneződésének (korróziójának) megakadályozása, és ezzel a forraszthatóság hosszú távú fenntartása. A rézfelületről marással eltávolítják az oxidokat és egyéb szennyezőket, majd az OSP réteg rézre való leválasztásával akadályozzák meg az áramköri kontaktusok újbóli oxidálódását. 
Az OSP hátránya, hogy ICT áramköri tesztek esetén akadályozhatja a közvetlen mérőtűs vizsgálatot a réteg elektromos ellenállása, illetve hogy az OSP szerves anyagainak termikus stabilitása limitált, így hőmérsékleti ingadozástól a réteg funkcióját vesztheti.
Az eljárás több lépcsőben, jellemzően az alábbiak szerint történik:
1. Az eljárás tisztítással és marással kezdődik, amelynek célja a felületi szennyeződések és a képződött oxidréteg eltávolítása a réz felületéről.
2. Ezt követően 1-2 mikrométer vastagságban oxidálják a réz felületét, amit ismét lemarnak róla.
3. A mintadarabot ezután az OSP anyagot is tartalmazó oldatba merítik. A bevonatképző szerves anyag jellemzően azol, például benzotriazol, fenilimidazol, imidazol, vagy benzimidazol.[1]